# Béni Egressy
Béni Egressy, född 21 april 1814, död 17 juli 1851, var en ungersk skådespelare och tonsättare.
Egressy var från 1837 medlem av nationalteatern i Pest. Han skapade en rad omtyckta melodiösa kompositioner, bland dem hymnen Szòzat och Klapkamarschen. Egressy författade även texterna till några av Ferenc Erkels operor.